# Comuna Mizeakivski Hutorî
Mizeakivski Hutorî (în ucraineană Мізяківські Хутори) este o comună în raionul Vinnîțea, regiunea Vinnița, Ucraina, formată din satele Mizeakivski Hutorî (reședința), Tiutiunnîkî și Pereorkî.

## Demografie
Componența lingvistică a satului Mizeakivski Hutorî
     Ucraineană (99,22%)
     Alte limbi (0,72%)
Conform recensământului din 2001, majoritatea populației satului Mizeakivski Hutorî era vorbitoare de ucraineană (99,22%), existând în minoritate și vorbitori de alte limbi.